# Guillermo Haro

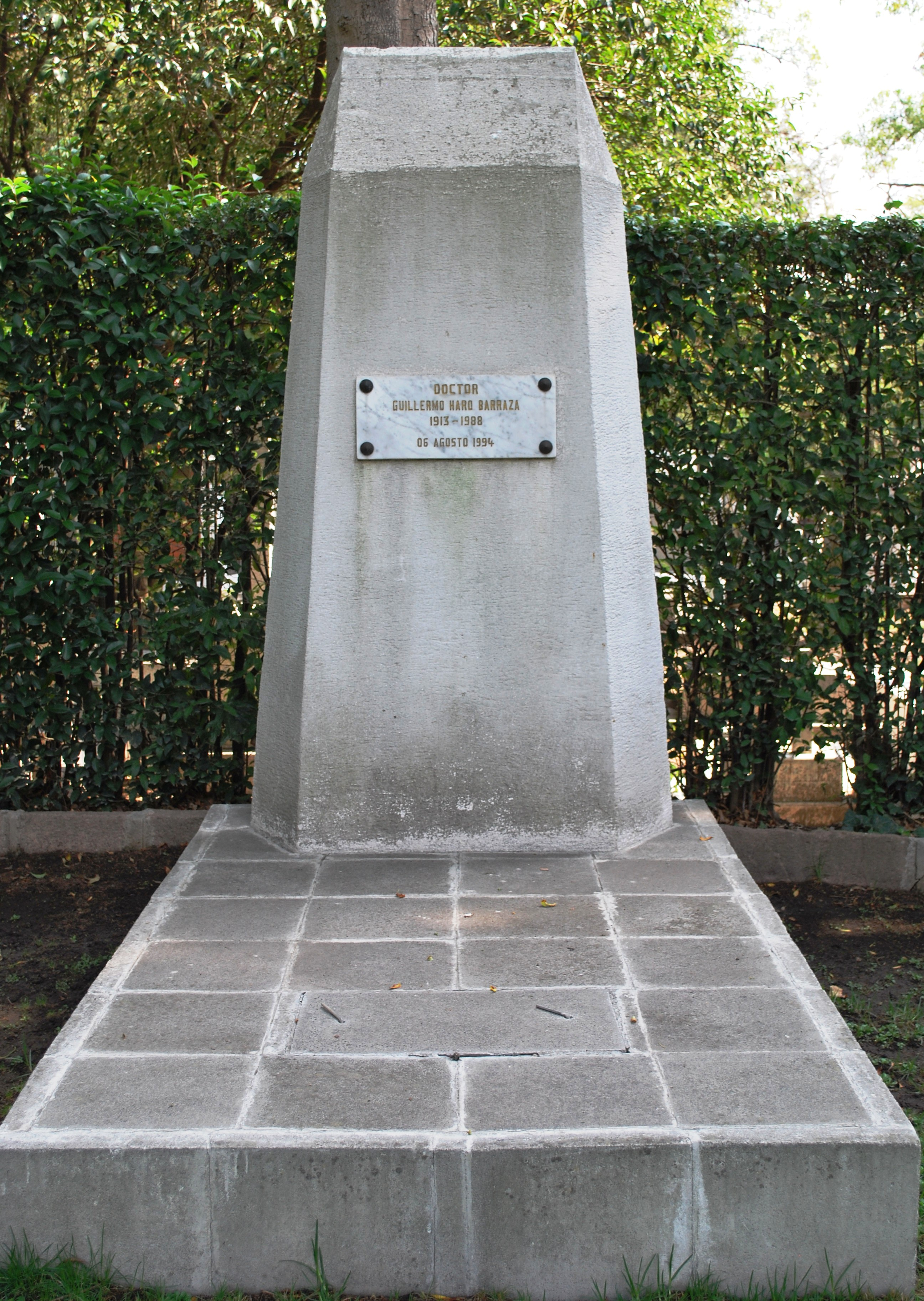
Grabmal von Guillermo Haro Barranza auf dem Friedhof Panteon Civil de Dolores in Mexiko-Stadt

Guillermo Haro (* 21. März 1913 in Mexiko-Stadt; † 26. April 1988) war ein mexikanischer Astronom.
Er wuchs in den Wirren der mexikanischen Revolution auf und studierte zunächst Philosophie an der Nationalen Freien Universität Mexiko (UNAM). Allmählich allerdings wurde sein Interesse an der Astronomie geweckt und 1943 wurde er als Assistent am neu gegründeten Observatorio Astrofísico de Tonantzintla berufen. Zur Vervollständigung seiner Kenntnisse ging er auch in die USA und arbeitete in den Jahren 1943 und 1944 am Observatorium in Harvard. Dazu kamen Stippvisiten zum Case Observatorium, zur University of Chicago und zum McDonald-Observatorium in Texas.
1945 kehrte er zum Observatorio Astrofísico de Tonantzintla zurück, wo er das Schmidt-Teleskop betreute und sich dem Studium roter und blauer Sterne widmete. 1947 wechselte er zum Observatorio de Tacubaya der UNAM, deren Direktor er wurde. 1951 gründete er das Boletin de Los Observatorios de Tonantzintla y Tacubaya. Bis 1983 arbeitete er für diese Zeitschrift. Daneben gründete er 1968 das Observatorium in Sierra San Pedro Mártir, Baja California, welches nunmehr seinen Namen trägt.
Während seiner Tätigkeit entdeckte er unabhängig von George Howard Herbig die sogenannten Herbig-Haro-Objekte. Dabei handelt es sich um Gaswolken, die zu jungen Sternen gehören. Darüber hinaus stellte er einen Katalog von 8746 blauen Sternen und von 44 blauen Galaxien auf. Außerdem entdeckte er mehrere T-Tauri-Sterne, eine Supernova, 10 Novae und den Kometen C/1954 Y1 (Haro-Chavira).

## Auszeichnungen
- 1985 Lomonossow-Goldmedaille der Sowjetischen Akademie der Wissenschaften